# テルサ・ベアイヌ
テルサ・ベアイヌ（Telusa Veainu、1990年12月26日 - ）は、トップ14スタッド・フランセ・パリに所属するラグビーユニオン選手。

## プロフィール
- ニュージーランド・カワカワ出身。
- ポジションはフルバック(FB)。
- 身長 180cm、体重 103kg
- U20ニュージーランド代表に選ばれたことがある[1]。
- トンガ代表キャップは12(2021年1月現在）でラグビーワールドカップ2015・ラグビーワールドカップ2019のトンガ代表に選ばれた[2]。

## 略歴
カンタベリー、ハイランダーズ、ホークスベイ、クルセイダーズ、メルボルン・ライジング、レベルズを経て、2015年、レスター・タイガースに加入。
2020年、スタッド・フランセに加入。